# Bielsko

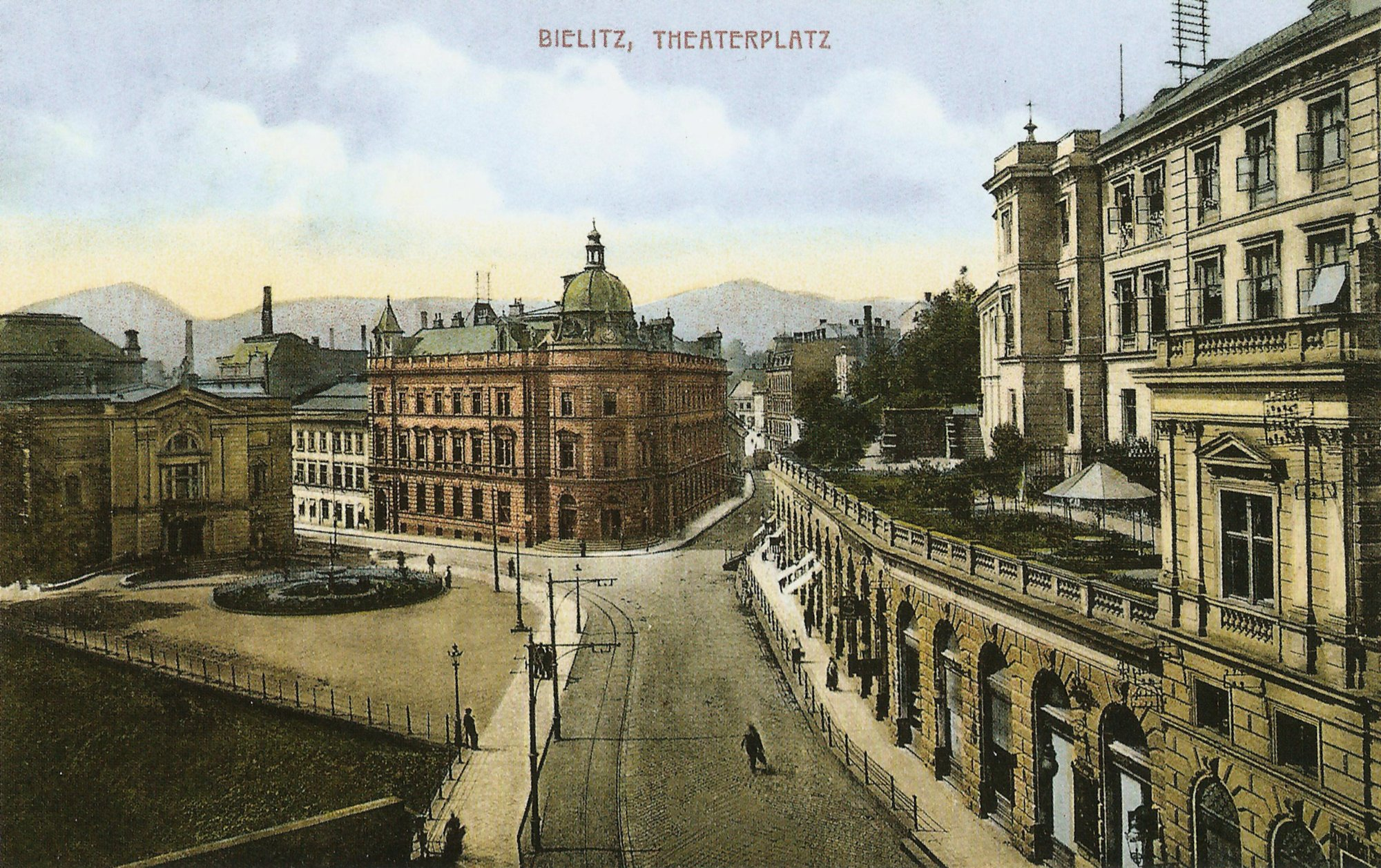
Teatr, poczta i zamek w Bielsku na pocztówce z roku 1915

Bielsko (śl. Biylsko, cz. Bílsko, niem. Bielitz) – dawne miasto na Śląsku Cieszyńskim, położone na lewym brzegu Białej, które 1 stycznia 1951 roku zostało połączone z małopolską Białą Krakowską w jeden organizm pod nazwą Bielsko-Biała.

## Historia

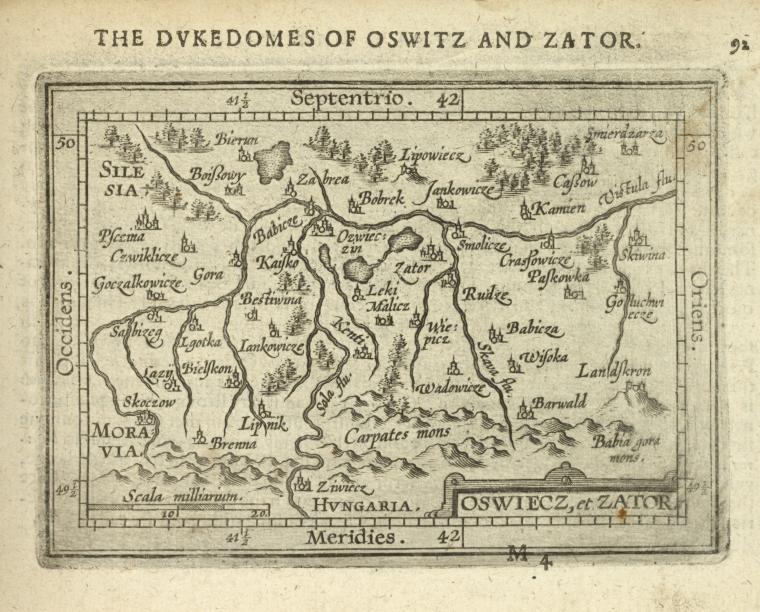
Bielsko na mapie Księstwa Oświęcimskiego i Zatorskiego – mapa Abrahama Orteliusa z 1603 roku

Miasto zostało założone pod koniec XIII wieku, pierwsza pisemna wzmianka o nim pochodzi z 1312 roku. Pierwotnie należało do księstwa cieszyńskiego, które w 1327 roku przyjęło zwierzchność Korony Czeskiej. Od 1572 roku było centrum państwa stanowego, które w 1752 roku stało się księstwem (istniało do 1848 roku). W roku 1613 śląski regionalista i historyk Mikołaj Henel z Prudnika wymienił miejscowość w swoim dziele o geografii Śląska pt. Silesiographia podając jej łacińską nazwę: Bilicium. Od XVI wieku stanowiło znaczący ośrodek rzemiosł, zwłaszcza sukiennictwa i garncarstwa, na początku XIX wieku doszło natomiast do szybkiego rozwoju przemysłu, którego główną gałęzią było włókiennictwo. Rozwój przemysłowy i związany z tym wzrost liczby ludności wywołały wielkie przemiany architektoniczno-urbanistyczne. Ze względu na wielkomiejską zabudowę w stylu historyzmu i secesji miasto było nazywane „małym Wiedniem”.
Już od średniowiecza Bielsko i okoliczne wsie tworzyły niemiecką wyspę językową. Według niemieckich danych z 1910 roku dla 81,5% mieszkańców językiem domowym był niemiecki. W dobie kontrreformacji miasto zachowało wyraźnie protestancki charakter i pozostało ważnym ośrodkiem Kościoła ewangelickiego także po wydaniu patentu tolerancyjnego. Liczna tu była również społeczność żydowska (około 16%).
W 1904 roku w miejscowości utworzone zostało gniazdo najstarszej polskiej organizacji sportowej Polskiego Towarzystwa Gimnastycznego „Sokół”. Koło liczyło początkowo 30 członków. W 1935 roku prezesem organizacji był Wiktor Przybyła, sekretarzem Władysław Kurz, a naczelnikiem Stefan Bułka.
Po zakończeniu I wojny światowej tereny, na których leży miejscowość – Śląsk Cieszyński – stały się przedmiotem sporu pomiędzy Polską i Czechosłowacją. W 1918 roku na bazie Straży Obywatelskiej miejscowi Polacy utworzyli dowództwo III batalionu Milicji Polskiej Śląska Cieszyńskiego pod dowództwem por. Kubisztala, a później ppor. K. Międzybrodzkiego, której podlegały lokalne oddziały milicji. Jeszcze w latach 20. XX w. we władzach miasta dominowali przedstawiciele narodowości niemieckiej. Pierwszym polskim burmistrzem Bielska, następcą Kuno de Pongratza, został w styczniu 1930 r. dr. Józef Kobiela, sędzia grodzki, ale wybrani jego dwaj zastępcy byli jeszcze Niemcami.
W latach 1939–1945 Bielsko znajdowało się w granicach III Rzeszy i było częścią prowincji Śląsk.
Mimo że oficjalne połączenie Bielska i Białej w jedno miasto nastąpiło dopiero w 1951 roku, oba miasta tworzyły jedną całość pod względem gospodarczym, społecznym i przestrzennym już sto lat wcześniej. Pierwsze próby ich zjednoczenia są datowane na 1872 rok, chociaż wtedy znajdowały się w dwóch różnych austriackich krajach – Bielsko na Śląsku Austriackim, Biała natomiast w Galicji.
Dziś pojęcie Bielsko ma znaczenie wyłącznie historyczne, jest jednak potocznie używane na zasadzie pars pro toto na określenie całego miasta Bielsko-Biała.